# デミャンスク
座標: 北緯57度38分41秒 東経32度27分53秒 / 北緯57.64472度 東経32.46472度

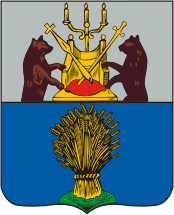
デミャンスクの紋章

デミャンスク（デミヤンスク、デミャーンスク、ロシア語: Демя́нск、ラテン文字表記の例: Demyansk）はロシア北西部、ノヴゴロド州の南部にある町（都市型集落）。デミャンスク地区の行政中心地でもある。人口は5,825人（2002年国勢調査）。
ノヴゴロドからは南東へ100キロメートル、オスタシコフからは53キロメートル北西に離れ、ヴァルダイ丘陵の北縁に位置する。デミャンスクはヤヴォーニ川（Яво́нь）に沿った町である。ヤヴォーニ川はポーラ川（По́ла）を経てロヴァチ川へと注いでいる。

## 歴史
デミャンスクの名は年代記の1406年の条に初出している。1824年から1927年までデミャンスク郡の中心であった。
第二次世界大戦（独ソ戦）が起こり、ドイツ国防軍に占領された時点ではデミャンスクとその周辺には19,000人の住民がいた。しかし1942年1月18日からのデミャンスク包囲戦で町は完全に破壊されている。トロペツ・ホルム方面への反攻を行うソビエト赤軍により、デミャンスクを中心とする地域にドイツ国防軍の部隊多数が孤立する事態となった。撤退が唯一の打開策であることは包囲された軍の司令官らの間では明らかであったが、1942年夏に赤軍の包囲網を破って退路が開かれた後になっても、アドルフ・ヒトラーはこの地はモスクワへの侵攻に不可欠だと固執し続けた。包囲網は次第に狭まり、1943年2月はじめになってようやく最高司令部も全面撤退を命令した。2月半ばから3月半ばにかけて段階的に行われる予定だった撤退は、赤軍の大攻勢の中、2月15日から開始され多くの犠牲を双方に出した。デミャンスクを赤軍が奪還したのは1943年3月1日であった。